# Rhodopina okinoerabuana
Rhodopina okinoerabuana là một loài bọ cánh cứng trong họ Cerambycidae.